# Jack Tramiel
Idek Tramielski, dit Jack Tramiel, né le 13 décembre 1928 à Łódź en Pologne et mort le 8 avril 2012 à Stanford aux États-Unis, est un homme d'affaires américain. Il a fondé Commodore International en 1954 avant de prendre la tête d'Atari en 1984.

## D'Auschwitz à New York
Né en Pologne en 1928 dans une famille juive, Idek Tramielski est déporté avec ses parents dans le ghetto de Łódź avant d'être transféré au camp de concentration d'Auschwitz puis dans le camp de travail de Ahlem-Hanovre où son père trouve la mort. Il est libéré par l'armée américaine en avril 1945.
En novembre 1947, il émigre aux États-Unis, s'engage dans l'armée et adopte le nom de Jack Tramiel. Il apprend à réparer le matériel de bureau et notamment les machines à écrire. En 1953, alors qu'il travaille comme chauffeur de taxi à New York, il achète une boutique de dépannage dans le Bronx et la renomme Commodore Portable Typewriter. Il pratique alors l'importation de machines à écrire d'Europe. En 1955, pour contourner les contraintes administratives, il fonde à Toronto, au Canada, la société Commodore Business Machines.
Pendant les années 1960, la concurrence japonaise amène Tramiel à chercher de nouvelles activités pour sa société. Sur les conseils de son principal investisseur, le Canadien Irving Gould, il visite le Japon pour trouver un moyen de combattre les industries locales, et revient avec de nouvelles idées.

## Commodore, les calculatrices et les ordinateurs

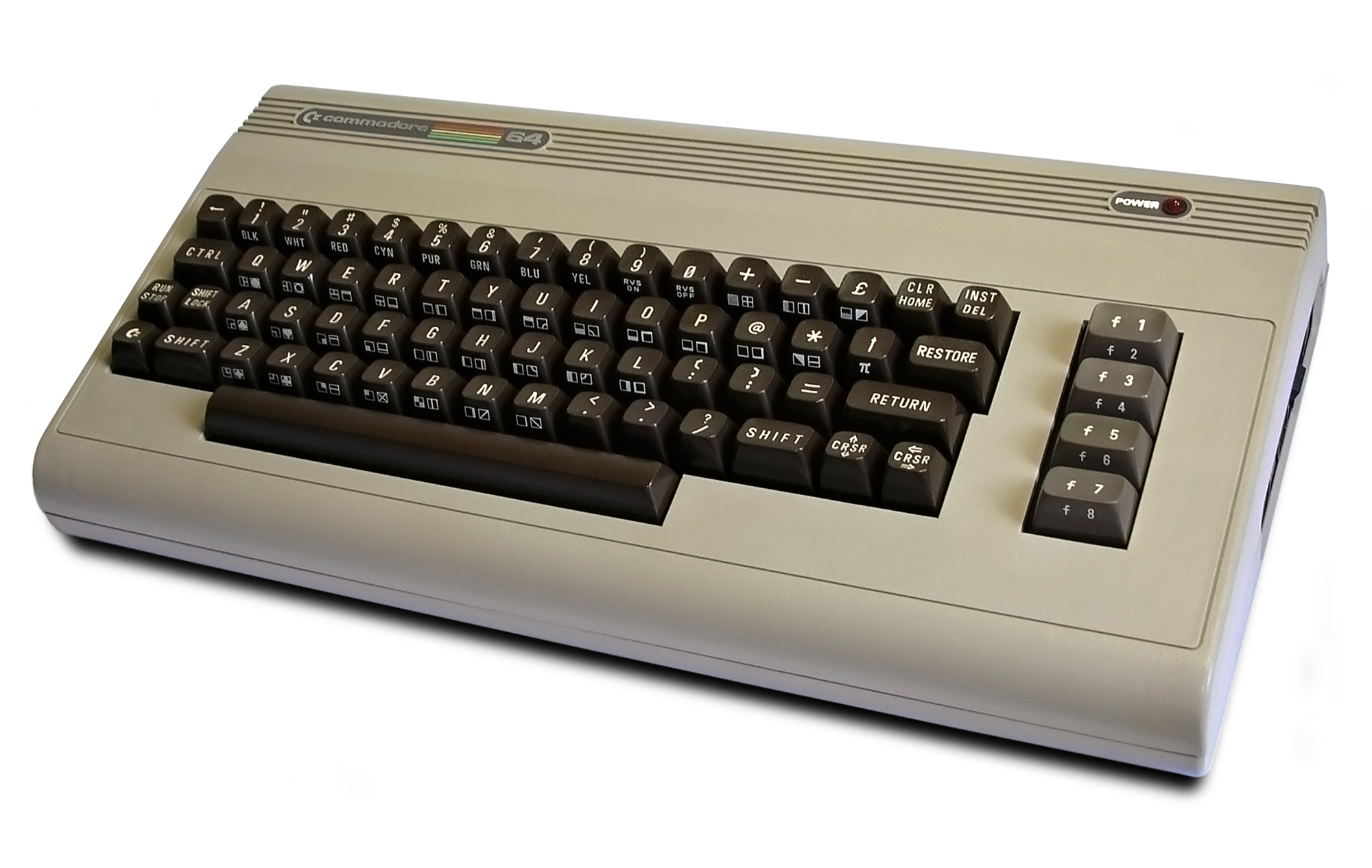
Commodore64

En 1970, il commence à orienter sa société vers la production de calculatrices électroniques en s'approvisionnant en composants auprès de Texas Instruments. Mais en 1975, Texas Instruments se lance sur le marché avec des produits à prix imbattables qui conduisent à la faillite la plupart des concurrents. Commodore y échappe de peu. Mais Tramiel doit trouver un nouveau fournisseur de composants, quitte à le racheter. Ce sera MOS Technology, l'entreprise qui a mis au point le processeur 6502 qui s'annonce comme un succès phénoménal. En 1976, MOS Technology devient un département de Commodore.
Chuck Peddle, le concepteur du 6502, réussit à convaincre Tramiel que les calculatrices seront bientôt surpassées par les micro-ordinateurs. Il lui montre un prototype qui deviendra le Commodore PET 2001. Vendu 599 dollars, ce modèle rencontrera un grand succès, surtout dans les établissements scolaires. Après le départ de Peddle en 1980, Tramiel charge ses équipes de faire évoluer son micro-ordinateur, ce qui donnera naissance au Commodore VIC-20, lui aussi atteignant des records de vente. En 1982, une version améliorée du produit fait son apparition : c'est le Commodore 64 (ou C64), qui sera l'ordinateur personnel le plus vendu au monde avec près de 22 millions d'unités distribuées,. Le succès de Commodore repose alors sur l'optimisation des coûts de production. La société enregistre deux ans plus tard un chiffre d'affaires d'un milliard de dollars.
Quand Texas Instruments se lance à son tour sur le marché du micro-ordinateur, Tramiel se lance dans une guerre des prix en ramenant le prix du C64 à 199 dollars. Les ventes explosent, mais les profits fondent rapidement. Fin 1983, le conseil d'administration de Commodore, affolé, décide de se séparer de ce dirigeant aventureux.

## L'aventure Atari

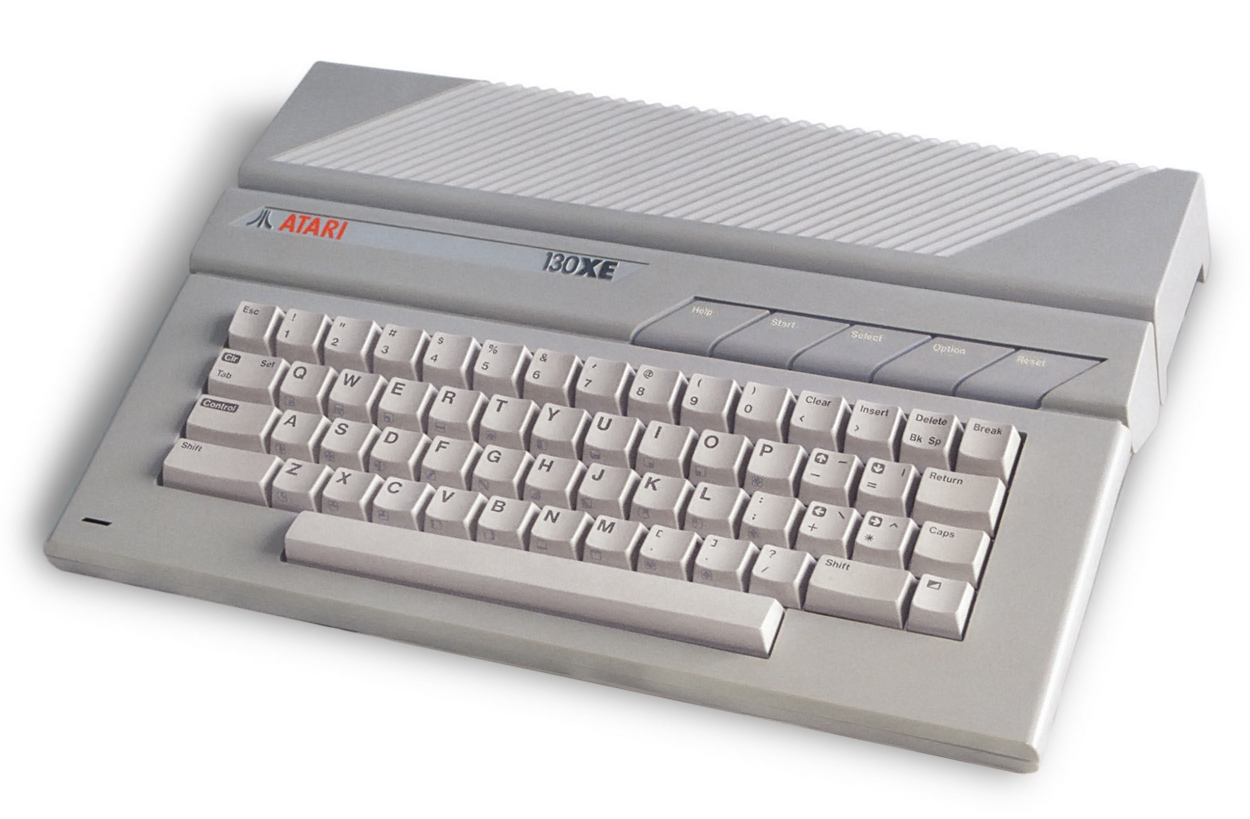
Atari 130xe

Rejoint par une partie de son ancienne équipe, Tramiel contre-attaque en créant une nouvelle société, Tramel Technology, Ltd., pour mettre au point un ordinateur capable de rivaliser avec les produits japonais. Alors qu'il prospecte pour racheter un centre de production et de distribution pour ses produits, il apprend que Warner Communications cherche à vendre sa filiale de jeux vidéo Atari, en grande difficulté financière. Le 3 juillet 1984, Tramel Technology rachète Atari Corporation, la division grand public d'Atari (qui produisait la gamme d'ordinateurs Atari 8-bit et les jeux vidéo Atari, mais pas les jeux d'arcade), et place aux postes-clés ses fils Garry et Sam, puis Leonard.
Atari gèle alors tous les projets décidés par Warner, baisse le prix de tous les produits et licencie 90 % du personnel. Des ingénieurs de Commodore rejoignent la nouvelle équipe, ce qui conduit leur employeur à les poursuivre en justice pour vol de secrets industriels. Leonard Tramiel découvre alors qu'Atari était en train de négocier la reprise de la société Amiga, créée par des anciens d'Atari, qui avait mis au point un ordinateur 16 bits avec des capacités multimédia. Mais au moment où Jack Tramiel signait le rachat d'Atari, les dirigeants de Commodore était entrés en contact avec Amiga, qui avait besoin d'un soutien financier pour développer sa gamme d'ordinateurs. Tramiel engage alors des poursuites judiciaires contre Amiga et Commodore pour entente illicite. Le procès ne se tiendra qu'en 1987, le temps pour les deux fabricants de lancer leurs nouvelles gammes d'ordinateurs, et se soldera par le versement d'indemnités en faveur d'Atari.
Fin 1985, Jack Tramiel présente le modèle qui doit symboliser le renouveau d'Atari, l'Atari ST. Il en profite pour lancer de nouvelles versions des modèles XL à bon prix, les Atari XE (XL Enhanced). À la fin des années 1980, Jack Tramiel décide de ralentir ses activités et confie les responsabilités d'Atari à son fils Sam. La société lance en 1989 la première console de jeux vidéo portable à écran couleur, l'Atari Lynx. Mais elle ne réussit pas à s'imposer face au Game Boy de Nintendo. En 1993, Atari abandonne la fabrication de ses micro-ordinateurs 16/32 bits à succès et sort une nouvelle console de jeu, la Jaguar, équipée de composants en 64 bits.
En 1995, Sam Tramiel est victime d'une attaque cardiaque qui oblige son père Jack à reprendre la direction de l'entreprise. Confronté à des pertes colossales, il décide alors de revendre la société au fabricant de disques durs Jugi Tandon Storage, dont il devient l'un des administrateurs. En 1998, JTS fait faillite et cède Atari au fabricant de jouets Hasbro. La marque sera finalement vendue en 2001 à l'entreprise française Infogrames qui prend le nom d'Atari en mai 2003.
Jack Tramiel passe sa retraite à Monte Sereno en Californie avec sa femme Helen, qu'il a épousée en 1947 peu après son arrivée aux États-Unis. Il meurt à l'hôpital de Stanford le 8 avril 2012,,.